# 12356 Carlscheele
12356 Carlscheele eller 1993 RM14 är en asteroid i huvudbältet som upptäcktes den 15 september 1993 av den belgiske astronomen Eric W. Elst vid La Silla-observatoriet. Den är uppkallad efter den svenske kemisten Carl Wilhelm Scheele.
Asteroiden har en diameter på ungefär 6 kilometer och den tillhör asteroidgruppen Koronis.